# Clifford Heatherley
Clifford Heatherley né à Preston, en Angleterre, le 8 octobre 1888, et mort à Londres le 15 septembre 1937, est un acteur britannique.

## Filmographie partielle
- 1921 : The Yellow Face de Maurice Elvey : Grant Munro
- 1927 : Roses of Picardy de Maurice Elvey : l'oncle
- 1928 : Champagne de Alfred Hitchcock : l'impresario
- 1928 : The Constant Nymph de Adrian Brunel : Sir Berkeley
- 1928 : The Passing of Mr. Quin de Julius Hagen et Leslie S. Hiscott : professeur Appleby
- 1929 : Point ne tueras (High Treason) de Maurice Elvey : le délégué
- 1929 : Splinters de Jack Raymond : Sergent Miller
- 1931 : Who Killed Doc Robin? de W. P. Kellino : Luigi Scarlatti
- 1933 : I Adore You de George King : Louis B. Koenig
- 1933 : Cash de Zoltan Korda : Hunt
- 1934 : La Reine et le Dictateur (The Queen's Affair) de Herbert Wilcox : un diplomate
- 1934 : Get Your Man de George King : Parker Halbean
- 1934 : Catherine de Russie (The Rise of Catherine the Great) de Paul Czinner : Ogarev
- 1934 : La Vie privée de Don Juan (The Private Life of Don Juan) de Alexander Korda : le masseur
- 1935 : Le Sultan rouge (Abdul the Damned) de Karl Grune : le Docteur